# Lauris Dārziņš
Lauris Dārziņš (Riga, 28 gennaio 1985) è un hockeista su ghiaccio lettone.

## Carriera
Nel corso della sua carriera ha indossato finora le maglie di Kelowna Rockets (2004-2006), Ilves Tampere (2006/07), HC Vsetín (2006/07), HC Třinec (2007/08), HK Gomel (2007/08), Dinamo Riga (2008-2011, dal 2013), Ak Bars Kazan (2011-2013) e Traktor Čeljabinsk (2013/14).
Con la nazionale lettone ha preso parte finora a due edizioni delle Olimpiadi invernali (2010 e 2014) e a sette edizioni dei campionati mondiali (2006, 2007, 2008, 2009, 2011, 2013 e 2015).